# 八幡ぎょうざ
八幡ぎょうざ（やはたぎょうざ）とは、福岡県北九州市八幡地域（八幡東区、八幡西区）において提供される餃子である。

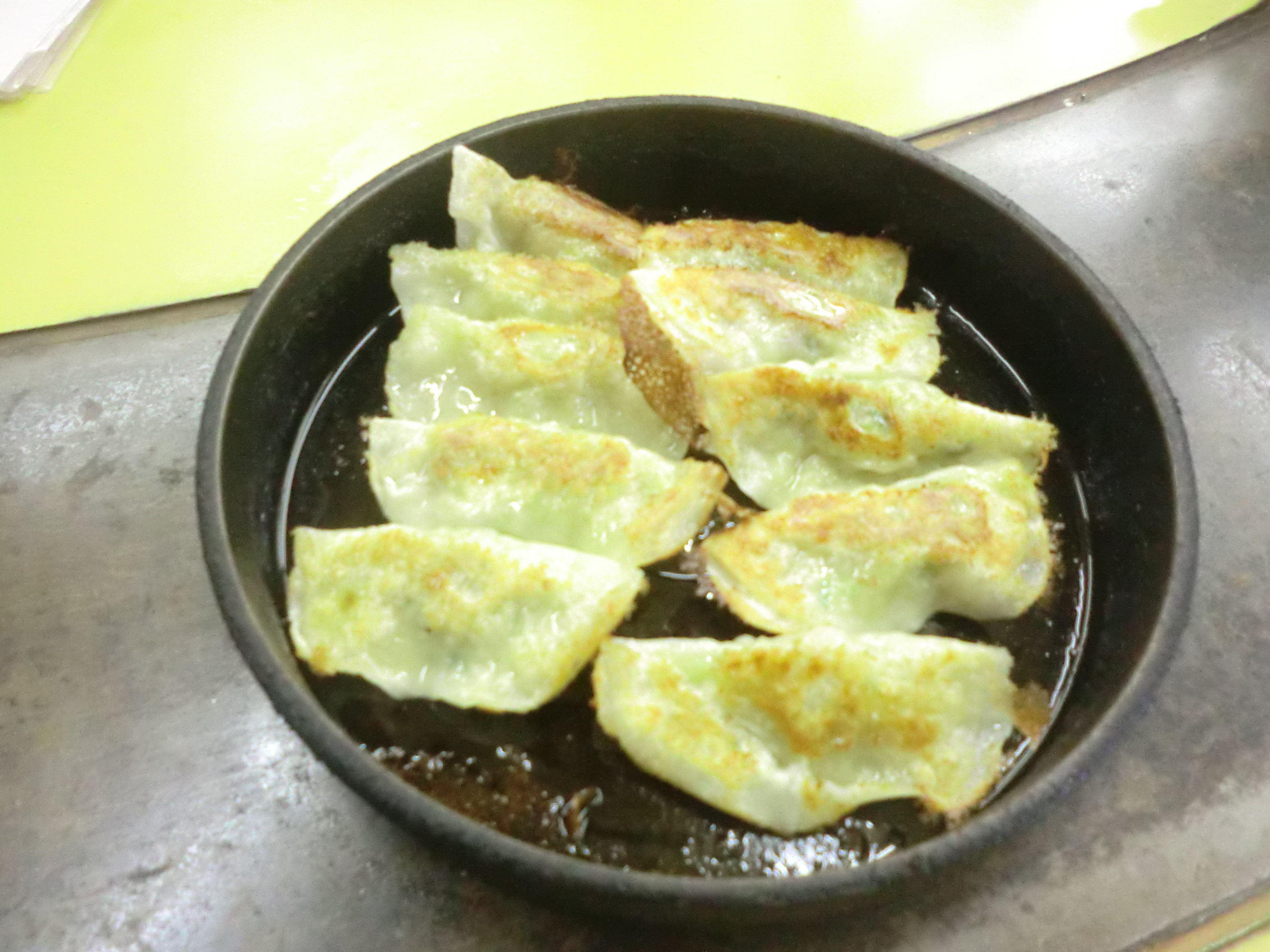
「元祖鉄なべ」の餃子

## 歴史
鉄の都として栄えた旧八幡市は、八幡製鐵所が必要な鉄鉱石を大陸から輸入していた関係で明治時代から中国大陸との人的なつながりが存在した。また近隣には後に宇都宮に餃子を伝えた大日本帝国陸軍第14師団が誕生した小倉市（現・北九州市小倉北区）や、大陸への玄関口であった門司港もあるなど、北九州地域は大陸とのつながりが強い地域であった。こうしたことから、八幡には古くから餃子が根付いたものと考えられている。
また、製鐵所には多くの労働者が働いていたが、激しい肉体労働を行う彼らは安く、ニンニクなどのスタミナ素材を含む餃子を好んで食べていた。また、特に戦後の物資が乏しく貧しい時代には、少ない食材で作ることができ栄養満点の餃子は労働者に好まれたという。
こうして餃子文化が浸透し、九州の食文化と結びついて独自の発展を遂げていったといわれている。現在では餃子専門店、ラーメン店など、八幡東区の20店舗以上で「八幡ぎょうざ」を食べる事ができる。

## 特徴
八幡ぎょうざは関東のものに比べてサイズが小さく、皮と餡のバランスを重視する。また、九州発祥の調味料である柚子胡椒を薬味に使うのも特徴である。提供する店の種類によってジャンルがあり、大きく以下の4ジャンルに分けられている。

### 鉄なべ系
熱した鉄鍋に小さめの餃子が2列に並んで出てくるスタイル。起源は「本店 鉄なべ」（「鉄」は金偏に矢）であるとされる。元々は中央町にあった中華料理店で餃子を食べた店主が日本人の口に合うものを求めて工夫を重ねて開発したものである。鉄なべに乗せるというスタイルは、店主が東京のある店でナポリタンが鉄鍋に乗って出てきたという話をヒントにして考えたものである。鉄なべの餃子はラードを使わないのも特色である。

### 中国本土系
中国から入ってきた餃子。中国では餃子は水餃子として食べるのが基本であるため、皮が厚めで中身もジューシーである。

### ラーメン系
ラーメン店で独自の発展を遂げた餃子。水の代わりに豚骨スープで餃子を焼き上げる。皮にスープのうまみが加わる事でコクが増す。羽が飴色になるのが特徴である。

### お母さんの味系
家庭料理に起源をもつもの。食堂等で出される。

### その他
その他には骨を抜いた手羽先に餃子を詰めて焼く「手羽餃子」や肉のほかにエビや大根の入った「大根餃子」等の「変化系」と呼ばれるジャンルや、ひとくち餃子、にんにく入りスタミナ餃子、スープ餃子など多種多様な八幡ぎょうざが存在する。

## 八幡ぎょうざ協議会
現在、地元のB級グルメによる町おこしを目的として有志が集まり「八幡ぎょうざ協議会」（八幡食ブランド実行委員会）を立ち上げ、様々なPRを行っている。協議会は2007年（平成19年）より、地元八幡東区の祭「起業祭」のイベントとして八幡東区の中央商店街で「八幡ギョウザ・ワールド！IN中央区商店街」を開催。八幡ぎょうざの店が多数集まり、焼きたての餃子の販売が行われた。北九州・八幡ぎょうざのオリジナルMAPを作成するなど、様々なブランド化事業を企画している。
全国の餃子産地の協議会である「全国餃子サミット」に加盟しており毎年参加しているほか、近年では主に九州で行われるご当地B級グルメイベントに出場している。

## マスコットキャラクター
- 八幡ぎょうざ協議会により、マスコットキャラクターが設定され、公募の結果、ヤハタンに決定した。なお、ヤハタンの正式名称は『八幡ぎょうざPR隊長ヤハタン』である。